# ロリータ℃
ロリータ℃（ロリータドシー、Lolita℃）は、原作：大塚英志、作画：田島昭宇による漫画『多重人格探偵サイコ』及びそれに関連する作品に登場する架空の人格である。

## 概要
『多重人格探偵サイコ』に関連する作品にキーパーソンとして存在する少女。
作品によって設定は大きく異なっており、生身の人間であったりプログラム人格の場合もあるが、「永遠の少女」という点は共通している。
西園伸二に好意を抱いていることが多い。

## 漫画
多重人格探偵サイコ
No.11「デッドマンズ★ギャラクシー★デイズ 1」で初登場。
大江公彦の双子の妹であり、大江公彦による「世界の終わり計画」を成就すべく、ライブハウスでルーシー・モノストーンの音源を使用した楽曲を歌っている。
大江公彦とは兄妹であるが、肉体関係を持っている。
木戸灰人に好意を寄せられており、友人である西園伸二を紹介した。島津寿（スペア）のことを嫌っている。
誕生日に伊園若女に殺害され、死の間際、伊園・アリワン・美和に人格を奪取された。
No.5「FILE：27 ミシェル・パートナー 1」では、彼女が歌うルーシー・モノストーンのカバー曲がMP3形式でショウコらルーシー7に送られている。この音源を西園弖虎に聞かせると西園伸二が目覚めるという。
No.6「FILE：32 覚醒・序章 1」では、睡眠状態の伊園・アリワン・美和に対しロリータ℃として呼びかける声が聞こえるが、詳細は不明。
多重人格探偵サイチョコ
No.3「FILE：587 199X」で初登場。
キャラクターデザインが大幅にアレンジされ、元々細身であった身体は骨と皮だけの様なデザインとなっている。また、瞳に「℃」の模様がある。語尾に「どし」が付き、笑い方は「どしし」、くしゃみは「どしぇっくしょん！！」。
ライブハウスでルーシー・モノストーンの楽曲を歌っている点は共通だが、ライブハウスはお笑いライブハウスとなっており、ロリータ℃自身も兄と「近親相姦ズ」というコンビを組んでいる。兄妹もろとも殺害された後も「近親相姦ズDEATH」と改名し、幽霊としてステージに立っていた。
梅見屋明夫と村田清に大江公彦を紹介する。過去には御恵てうが園長を務める「みめぐみ幼稚園」で働いていたミシェル・パートナーを拾ったこともある。原作通り、木戸灰人には西園伸二を紹介した。
島津寿がバイセクシャルであることを知っている。
原作以上に西園伸二を好いており、スキンシップが激しい。

## 小説
ロリータの温度
モデル：平野綾、大原沙季、沢尻エリカ、HASHIMOTO HARUKA、MATSUZAKI NATSUKI
本文執筆は白倉由美、写真撮影は伊島薫、角川書店にて2000年12月に刊行された。
様々なロリータ℃が存在し、短編小説がオムニバス形式で収録されている。
6回死んだ少女で、いつも小学6年生で12歳であったことが冒頭で語られている。
- 第一章 死に連れ人
  - 「世界は文学で出来ている」と信じている少女の話。

- 第二章 空になった翼
  - ある家の養女の魂が殺される話。

- 第三章 グレーテルの秘密
  - 夏目エリスと「永遠の少女」の話。

- 第四章 桜の木の下には白い靴下を履はいた猫が眠っている
  - ある少年のことを「なんでも知っている」少女の話。

- 第五章 ハッピーエンド
  - 大江朔と眞中すずの話。

- 第六章 少女病患者
  - ギプスを付けライブハウスで歌う少女の話。

- 終章 最後の祈り
  - 6回死んでデジタルの存在となった少女は「ロリータ℃」と名付けられた。

ロリータ℃の素敵な冒険（原題：サイコ３ ロリータ℃の冒険）
生身の少女であり、西園伸二の自称・娼婦として登場。
西園伸二を散々に振り回して、大江朔とともに駆け落ちする。
伏姫麒麟と交流がある。
多重人格探偵サイコ/新劇 雨宮一彦の消滅
詳細は「新劇」の項を参照。

## テレビドラマ
多重人格探偵サイコ/雨宮一彦の帰還
キャスト - 平野綾、大原沙季、今井ちひろ、星川亜美
プログラム人格であり、様々な少女に人格転移する。
人格転移の方法として、電話回線、インターネットの他、アーケードゲームの筐体、電車内の電光掲示板やAIBOを利用している。
一つの空間に複数のロリータ℃が並んでいる場面が複数回使用された。
最終的に、伊園・アリワン・美和に人格転移していたが、物語のラストカットでは東京ビッグサイトで開催されていたコミックマーケットにて、白いワンピースを着た少女（平野綾）として登場する。
西園伸二のプロトタイプともいえる試作品のプログラム人格。
ガクソのメンバーによって作られ、ネット上に放置されていたところを幼女連続殺害犯である大江公彦が発見。AIプログラムを書き換え少女のパーソナリティを与えることで、仮想現実の妹とした。覚醒した彼女の目の前で大江公彦は自死した。

## CD
アイスクリームの呪い/ジェリーフィッシュ
ボーカル：川原砂緒、作詞：白倉由美
「LOLITA-℃」と表記されている。
「Original music_Lucy MONOSTONE」の表記があるが、これは「アイスクリームの呪い」及び「ジェリーフィッシュ」がルーシー・モノストーンの楽曲から着想を得ているためである。
2曲目から5曲目はリーディングストーリーとなっている。
- 収録曲

1. アイスクリームの呪い [5:34]
2. これは愛じゃない [6:31]
3. 16行詩のスタンザ [8:24]
4. 水晶のエチカ [7:35]
5. どこかで猫が見ている [9:42]
6. ジェリーフィッシュ [5:17]

Strange New World
ボーカル：平野綾
ドラマ版の放映に併せて発売された、ルーシー・モノストーンの楽曲を収録したCD。
3曲目に収録されている「Strange New World (LOLITA℃ Version)」を歌唱している。
サビ以外はルーシー・モノストーンを彷彿とさせる「老婆の様な声」だが、これは「『ロリータの温度』でボーカルを務めた女の子の声を処理しているため」である。
アルバム『ロリータの温度』にも収録されている。
- 収録曲

1. Strange New World [5:48]
2. I Can Hear The Sirens Singing Again [4:39]
3. Strange New World (LOLITA℃ Version) [4:41]

ロリータの温度
ボーカル：平野綾、河合その子、他2名
詳細は『ロリータの温度』を参照。

## ドラマCD
MPD-PSYCHO サイコ サウンド・ストーリー
キャスト - 成田紗矢香

## 新劇
多重人格探偵サイコ/新劇 雨宮一彦の消滅
キャスト：松本まりか
第1幕ではゴスロリを着た女子高生として登場。
新潟県で攫われて東京都で監禁されていたところを、笹山徹に発見される。
自称・13人ないし16人ないし19人の人格を持つ多重人格者。内訳は、ロリータ℃、りゃんりゃん、台湾からきたキョンシー、あららちゃん、ヘコモコ星からダーリンのお嫁さんになりにきた人格、川原さやか、魔法の国からやってきた魔女の一年生リルリル。
いじめの被害に遭っている。
ネットアイドルをしている伊園美和とはインターネットを通じた友人関係だと思っていたが、ロリータ℃は伊園美和の使用するiMac内のメール運び用のアバターであった。第1幕の最後に伊園美和にリセットされ、消滅した。
第3幕では、笹山徹の援助交際相手の女子高生として登場。
センター街のゲームセンターで補導され、笹山徹の元に現れた。
左目にバーコードある。
MIUMIUとシャネルとルイヴィトンが好き。